# Marcus Lindberg (calciatore 2000)
Marcus Lindberg (27 giugno 2000) è un calciatore danese, centrocampista o attaccante del Sirius.

## Carriera
Dopo una stagione trascorsa nelle giovanili del Lyngby, Lindberg ha iniziato ad allenarsi con la squadra Under-23 dello Hvidovre nel luglio 2019. Da quel momento ha rapidamente trovato sempre maggiore spazio in prima squadra: prima ha partecipato alla partita di coppa contro il Brønshøj Boldklub il 28 agosto 2019, segnando il gol vittoria nei tempi supplementari. Successivamente ha esordito in 1. Division contro il Vendsyssel il 1º settembre. Cinque giorni dopo ha firmato un contratto biennale che di fatto lo ha inserito definitivamente in rosa, di cui è presto diventato un titolare fisso nella formazione iniziale. Nell'agosto 2022, a circa tre anni dal suo debutto, Lindberg ha celebrato la sua 100ª partita con il club. Con 11 gol e 7 assist in 31 partite nella stagione 2022-2023, Lindberg è stato una figura cruciale nella promozione dello Hvidovre dalla 1. Division alla Superligaen.
Il 26 gennaio 2024 Lindberg è stato ufficialmente acquistato dal club svedese del Sirius con un contratto valido fino al 30 giugno 2028.